# Hubertus (helgon)
Sankt Hubertus, född cirka 656 i Toulouse, död 30 maj 727 i Tervueren nära Bryssel, är jägarnas skyddshelgon inom Romersk-katolska kyrkan med helgondag 3 november. Han var biskop av Liège.
Hubertus anlitades mot rabiessmittade hundars bett, vilka brändes med en så kallad Hubertusnyckel av järn eller koppar. Hans festdag firades i många länder som storjaktens början och firades ofta med parforceritt, den så kallade Hubertusjakten.

## Biografi

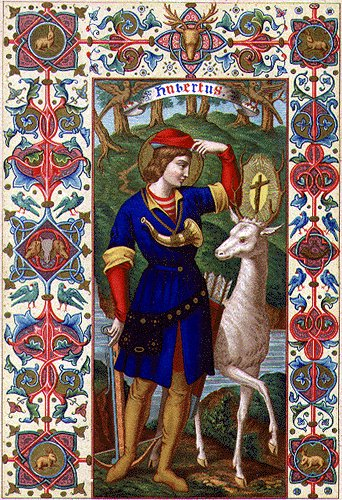
Sankt Hubertus ser det lysande krucifixet mellan hjortens horn

Hubertus var son till en akvitansk hertig, blev först biskop i Maastricht (omkring 709), därefter förste biskop av Lüttich 722 och Ardennerområdets apostel.
Han gifte sig ung, men hans hustru dog när hon skulle föda parets första barn; även barnet avled. Hubertus drog sig då bort från världen till Ardennernas skogar, där han levde ett liv som jägare. 
Under 1400-talet överfördes den förut om sankt Eustachius berättade legenden, enligt vilken han en dag såg ett lysande krucifix mellan hornen på en hjort och bestämde sig då för att viga sitt liv åt Gud.
Omkring år 705 vigdes Hubertus till biskop av Maastricht, men han valde att flytta biskopsstolen till Liège, närmare Ardennerna. I egenskap av biskop ägnade han all sin tid åt att slutgiltigt föra kristendomen till Ardennerna.
Det har tidigare antagits att Hubertus farfar var en fransk kung och meroving, men detta har inte senare forskning kunnat styrka.

## Eftermäle
Asteroiden 260 Huberta är uppkallad efter honom.